# Cantua
Genre
Classification phylogénétique
Cantua est un genre de plantes à fleurs dicotylédones de la famille des Polemoniaceae.

## Liste d'espèces
- Cantua bicolor Lem.
- Cantua buxifolia Lam.
- Cantua pyrifolia
- Cantua quercifolia